# ADN: Capítulo D
ADN: Capítulo D es el duodécimo álbum de estudio de la banda argentina Los Auténticos Decadentes. Fue publicado el 5 de noviembre de 2021 por el sello PopArt Discos. Este es el segundo de la trilogía de álbumes denominado ADN.
El álbum se caracteriza por el estilo clásico de la banda, donde nuevamente resalta la recopilación de canciones populares de Latinoamérica y Europa de los años 70 y 90, adaptadas a ritmos como rock, funk, cumbia, cuarteto y ska. Asimismo el 1 de abril de 2022, el álbum se estrenó después de su sencillo «Oro» el cual cuenta con la participación del cantante mexicano José Guadalupe Esparza y la orquesta japonesa Tokyo Ska Paradise Orchestra.
De este álbum, se desprenden sencillos como: «Jurabas tú», «Bailando» y «Boys Don't Cry» entre otros. El sencillo «Yerba mala» es la reedición de la canción «Cómo olvidarla» de Rodrigo, bajo un distinto nombre. En este álbum, están incluidas las participaciones de Miranda!, Beto Cuevas y Los Palmeras entre otros.

## Lista de canciones
| N.º | Título                                             | Intérprete original     | Duración |  |
| 1.  | «Bailando» (con Miranda!)                          | Alaska y los Pegamoides | 3:49     |  |
| 2.  | «Oro» (con Bronco y Tokyo Ska Paradise Orchestra)  | Bronco                  | 3:30     |  |
| 3.  | «La vida sigue igual» (con Beto Cuevas y Big Javy) | Sandro                  | 3:08     |  |
| 4.  | «Jurabas tú» (con Los Palmeras)                    | Los de Fuego            | 3:17     |  |
| 5.  | «Cola de amor» (con León Gieco)                    | León Gieco              | 4:03     |  |
| 6.  | «De nada sirve» (con Sol Bassa)                    | Moris                   | 3:57     |  |
| 7.  | «Boys Don't Cry» (con Andrea Prodan)               | The Cure                | 2:33     |  |
| 8.  | «Yerba mala» (con Ulises Bueno)                    | Rodrigo                 | 5:03     |  |